# Gornji Ribnik (Ribnik)
Gornji Ribnik (szerbül: Горњи Рибник) falu Bosznia-Hercegovinában, a Szerb Köztársaságban, Ribnik községben.

## Fekvése
Bosznia-Hercegovina északnyugati részén, Banja Lukától légvonalban 50, közúton 73 km-re délnyugatra, községközpontjától 3 km-re délre a Šiša-hegység lábánál, a Szana bal partján, a Ribnik-folyó torkolatánál fekszik.

## Népessége
| Nemzetiségi csoport | Népesség 1991 | Népesség 2013 |
| ------------------- | ------------- | ------------- |
| Szerb               | 683           | 686           |
| Bosnyák             | 5             | 0             |
| Horvát              | 0             | 6             |
| Jugoszláv           | 8             | 0             |
| Egyéb               | 0             | 5             |
| Összesen            | 696           | 697           |

## Története
A szomszédos Donji Ribnik-i Palička nevű lelőhely régészeti leletei alapján ezen a vidéken már a római korban is éltek emberek. Az itteni villagazdaság maradványai a felszínen nagy területen szóródtak szét, a felszín alatt pedig az alapfalak is megtalálhatók. A falu területe a középkorban is lakott volt, ezt bizonyítja az itteni két középkori temető maradványa. Az itt talált stećak sírkövek a 14-15. században terjedtek el Bosznia-Hercegovina, Szerbia, Horvátország és Montenegró területén, és a 10. századi Bulgáriában feltűnt, a kereszténység főáramlatának behódolni nem akaró, Boszniában élő bogumilok sírkövei voltak. A bogumilok többsége az oszmán-törökök európai hódítása során áttért az iszlám hitre.
Ribnik mint település a Ribnik folyó bal partján jött létre, amely magától a településtől néhány kilométerre délre ered. A falu területe 1878-ig tartozott az Oszmán Birodalomhoz, majd az Osztrák-Magyar Monarchia része lett. 1879-ben az első osztrák-magyar népszámlálás során a településnek 138 háza és 1075 ortodox lakosa volt. 1910-ben a településen 278 házat és 1921 ortodox szerb, 1 muszlim és 76 katolikus horvát lakost számláltak. A monarchia szétesésével 1918-ben előbb a Szerb-Horvát-Szlovén Királyság, majd 1929-től a Jugoszláv Királyság része. 1921-ben 278 házat és 1749 lakost számláltak itt. 1945-től a falu a szocialista Jugoszlávia része volt. A Jugoszláv Királyságban a Vrbaska banovina része volt. Különféle közigazgatási változatokban Ribnik község státusza 1965-ig fennmaradt, amikor is az akkori Bosznia-Hercegovinai Köztársaság racionalizálása miatt Ribnik község területét Sanicával együtt Ključ községhez csatolták. Ez lelassította Ribnik gazdasági és mezőgazdasági fejlődését.
A település 1995 szeptemberéig a boszniai szerb katonai egységek ellenőrzése alatt állt. A boszniai háborút lezáró daytoni békeszerződés rendelkezése alapján az ország területét felosztották a Bosznia-hercegovinai Föderáció és a boszniai Szerb Köztársaság között, ennek során a település a Boszniai Szerb Köztársasághoz és Ribnik községhez került. Lakossága főként mezőgazdasággal és erdőgazdálkodással foglalkozik.

## Nevezetességei
- Szűz Mária születése (Kisboldogasszony) tiszteletére szentelt pravoszláv temploma.

- Késő középkori temető maradványai 6 db fennmaradt stećak sírkővel.[4]

- Vrelo - Késő középkori temető maradványai 36 db fennmaradt stećak sírkővel.[4]